# Cuarta guerra israelita-aramea
La Cuarta guerra israelita-aramea fue un conflicto bélico que ocurrió probablemente en 853 a. C., en esta guerra pelearon el Reino de Israel, y el Reino arameo de Damasco.
Ajab, rey de Israel, y Ben-Hadad II rey de los arameos, regresaban a sus respectivos territorios, luego de pelear como aliados contra Asiria, bajo Salmanasar III, en la Qarqar, en la cual probablemente venció la coalición. Pero al regresar a sus reinos, volvieron a aparecer las hostilidades tradicionales entre arameos e israelitas. 

## Visión en el Antiguo Testamento
En la Tercera guerra israelita-aramea, Ajab derrotó a Ben-Hadad II el cual se comprometió a devolver los territorios que su padre (Ben-Hadad I) había quitado a los predecesores de Ajab, probablemente en un principio devolvió algunas del lado oriental del Jordán, pero este tema quedó probablemente inconcluso por la amenaza asiria, por lo que estos reyes se olvidaron de sus diferencias y se unieron contra Salmanasar III. Pero apenas volvieron de Qarqar, Ajab quiso inmediatamente recuperar la ciudad de Ramot de Galaad, una ciudad probablemente privilegiada, ya que Joram hijo de Ajab quiso recuperar la ciudad a todo precio unos 13 años después. Entonces, por este tiempo, Josafat fue a visitar a su consuegro (Joram hijo de Josafat, se casó con Atalía hija de Acab), y Acab lo recibió con una gran fiesta en su honor y le pidió que lo ayudara en su lucha contra los arameos, para recuperar Ramot de Galaad, a lo que Josafat asintió sin vacilaciones. 
Pero le pidió que primero consultaran palabra del Señor. Por lo que Acab mandó a llamar 400 profetas, todos le daban ánimo a los reyes para que atacaran a los arameos, pero Josafat desconfiando de los 400 profetas, le pidió a Acab si podría traer otro profeta a lo cual Acab dijo que estaba Micaías, pero que a este lo odiaba, ya que nunca le profetizaba para bien, sino solo lo malo. Al llegar a ellos Micaías dio un informe favorable al igual que los demás profetas, pero Acab entendió su tono sarcástico por lo que le dijo que hablara en serio. Por lo que Micaías respondió: "Vi a todo Israel esparcido por los montes, como ovejas sin pastor; y el SEÑOR dijo: "Estos no tienen señor; que cada uno vuelva a su casa en paz.”(2 Reyes cap.22 vers.17).
Y Micaías añadió:
“ Por tanto, escucha la palabra del SEÑOR. Yo vi al SEÑOR sentado en su trono, y todo el ejército de los cielos estaba junto a El, a su derecha y a su izquierda.
20Y el SEÑOR dijo: "¿Quién inducirá a Acab para que suba y caiga en Ramot de Galaad?" Y uno decía de una manera, y otro de otra.
21Entonces un espíritu se adelantó, y se puso delante del SEÑOR, y dijo: "Yo le induciré."
22Y el SEÑOR le dijo: "¿Cómo?" Y él respondió: "Saldré y seré espíritu de mentira en boca de todos sus profetas." Entonces Él dijo: "Le inducirás y también prevalecerás. Ve y hazlo así."
23Y ahora, he aquí que el SEÑOR ha puesto un espíritu de mentira en boca de todos estos tus profetas; pues el SEÑOR ha decretado el mal contra ti.”(2 de Reyes cap.22 vers.19-23).
Entonces el rey Acab se enojó contra el y lo mandó a prisión dejándolo con escasa ración de pan y agua, y que sería liberado cuando Acab volviera victorioso de su batalla. Y subieron Josafat rey de Judá y Acab rey de Israel hacia Ramot de Galaad, Acab se disfrazó y Josafat se quedó con sus ropas de rey. Por el otro lado Ben-Hadad II había ordenado a sus tropas que no mataran a nadie sino solo al rey de Israel.
En un principio, al ver a Josafat con ropas reales, creyeron que él era Acab, pero al final se dieron cuenta de que estaban equivocados. Hubo una gran confusión en el campo de batalla y uno de los soldados arameos disparó una flecha al azar, la cual cayo justamente en el rey Acab por lo cual este murió. Y en la retirada del campo de batalla murió y en su carro se bañaron las rameras.

## Israel Posguerra
Israel se quedó sin rey, por lo tanto subió al trono el hijo de Acab, Ocozias, esta derrota significó a Israel una baja en la moralidad del ejército, además que dejó el país en extrema debilidad, dando paso a una oleada de invasiones, semi-invasiones, guerras o saqueos por parte de los arameos que afectaron al país principalmente durante el reinado de Joram. También se sublevaron los moabitas, vasallos de Israel, como lo dice la Biblia y la Piedra Moabita, así como pasaba en oriente, ya que a la muerte de un rey, varias naciones vasallas se rebelaban contra sus dominadores. A Acab le sucedió su hijo Ocozias, que murió al poco tiempo, este a su vez fue sucedido por su hermano Joram y así, con estos dos reyes débiles finalizaría la dinastía de Omrí

## Arameos Posguerra
Con esta victoria, los arameos se pudieron reivindicar de la anterior derrota que habían sufrido ante las tropas de los israelitas 3 años antes, también abrió las puertas a futuros saqueos ilegales hacia Israel, manteniendo una supremacía ante este reino hasta el reinado de Joás, rey de Israel. Además Ben-Hadad II comenzó a hacerse cada vez más poderoso y respetado por todos los reyes vecinos, pero a su vez tuvo que soportar los continuos ataque de Salmanasar III, que presionaban en sus fronteras, pero igual el y su coalición pudieron resistir a Asiria y mantener su independencia. Su sucesor y asesino Hazael siguió su política anti-israelita, pero esta vez lo hizo con más éxito que su predecesor.